# ك. كريستوفر بيرد
ك. كريستوفر بيرد (بالإنجليزية: K. Christopher Beard)‏ هو أمين متحف أمريكي، ولد في 24 يناير 1962.

## وصلات خارجية
- الموقع الرسمي